# Epimicta griffithsi
Epimicta griffithsi är en stekelart som beskrevs av Robert A.Wharton 1994. Epimicta griffithsi ingår i släktet Epimicta och familjen bracksteklar. Inga underarter finns listade i Catalogue of Life.